# زدماج فایزر اف‌پی-۲
زدماج فایزر اف‌پی-۲ (به انگلیسی: Zmaj_Fizir_FP-2) یک هواگرد ملخ‌پیشین تک‌موتوره از نوع هواپیمای آموزشی ساخت شرکت Zmaj Zemun است. هواگرد زدماج فایزر اف‌پی-۲ نخستین پروازش را در ۱۹۳۳ میلادی انجام داد. این هواگرد در سال ۱۹۳۶ میلادی رسماً معرفی گردید. در مجموع، تعداد ۸۱ فروند از این هواگرد ساخته شده‌است.
طراح این هواگرد، R.Fizir and D.Stankov بود.